# Diuris filifolia
Espèce
Diuris filifolia est une espèce de plantes de la famille des Orchidaceae.
Il est endémique au sud-ouest de l'Australie-Occidentale.
Il est haut de 25 à 45 cm. Les fleurs sont jaunes apparaissent de septembre à novembre dans son territoire d'origine.